# Mailly-la-Ville
Pour les articles homonymes, voir Mailly et Ville (homonymie).
Mailly-la-Ville est une commune française située dans le département de l'Yonne, en région Bourgogne-Franche-Comté.

## Géographie

### Climat
Pour des articles plus généraux, voir Climat de la Bourgogne-Franche-Comté et Climat de l'Yonne.
En 2010, le climat de la commune est de type climat océanique dégradé des plaines du Centre et du Nord, selon une étude du Centre national de la recherche scientifique s'appuyant sur une série de données couvrant la période 1971-2000. En 2020, Météo-France publie une typologie des climats de la France métropolitaine dans laquelle la commune est exposée à un climat océanique altéré et est dans la région climatique  Lorraine, plateau de Langres, Morvan, caractérisée par un hiver rude (1,5 °C), des vents modérés et des brouillards fréquents en automne et hiver. 
Pour la période 1971-2000, la température annuelle moyenne est de 10,6 °C, avec une amplitude thermique annuelle de 15,5 °C. Le cumul annuel moyen de précipitations est de 745 mm, avec 11,7 jours de précipitations en janvier et 7,8 jours en juillet. Pour la période 1991-2020, la température moyenne annuelle observée sur la station météorologique de Météo-France la plus proche, « Merry-sur-Yonne », sur la commune de Merry-sur-Yonne à 5 km à vol d'oiseau, est de 11,5 °C et le cumul annuel moyen de précipitations est de 776,9 mm. 
La température maximale relevée sur cette station est de 40,7 °C, atteinte le 7 août 2003 ; la température minimale est de −22 °C, atteinte le 16 janvier 1985,,. 
Les paramètres climatiques de la commune ont été estimés pour le milieu du siècle (2041-2070) selon différents scénarios d'émission de gaz à effet de serre à partir des nouvelles projections climatiques de référence DRIAS-2020. Ils sont consultables sur un site dédié publié par Météo-France en novembre 2022.

## Urbanisme

### Typologie
Au 1er janvier 2024, Mailly-la-Ville est catégorisée commune rurale à habitat dispersé, selon la nouvelle grille communale de densité à sept niveaux définie par l'Insee en 2022.
Elle est située hors unité urbaine. Par ailleurs la commune fait partie de l'aire d'attraction d'Auxerre, dont elle est une commune de la couronne,. Cette aire, qui regroupe 104 communes, est catégorisée dans les aires de 50 000 à moins de 200 000 habitants,.

### Occupation des sols
L'occupation des sols de la commune, telle qu'elle ressort de la base de données européenne d’occupation biophysique des sols Corine Land Cover (CLC), est marquée par l'importance des forêts et milieux semi-naturels (51,5 % en 2018), une proportion identique à celle de 1990 (51,5 %). La répartition détaillée en 2018 est la suivante : 
forêts (45,3 %), terres arables (38,2 %), milieux à végétation arbustive et/ou herbacée (6,2 %), zones urbanisées (4,1 %), prairies (3,8 %), zones agricoles hétérogènes (2,4 %). L'évolution de l’occupation des sols de la commune et de ses infrastructures peut être observée sur les différentes représentations cartographiques du territoire : la carte de Cassini (XVIIIe siècle), la carte d'état-major (1820-1866) et les cartes ou photos aériennes de l'IGN pour la période actuelle (1950 à aujourd'hui).

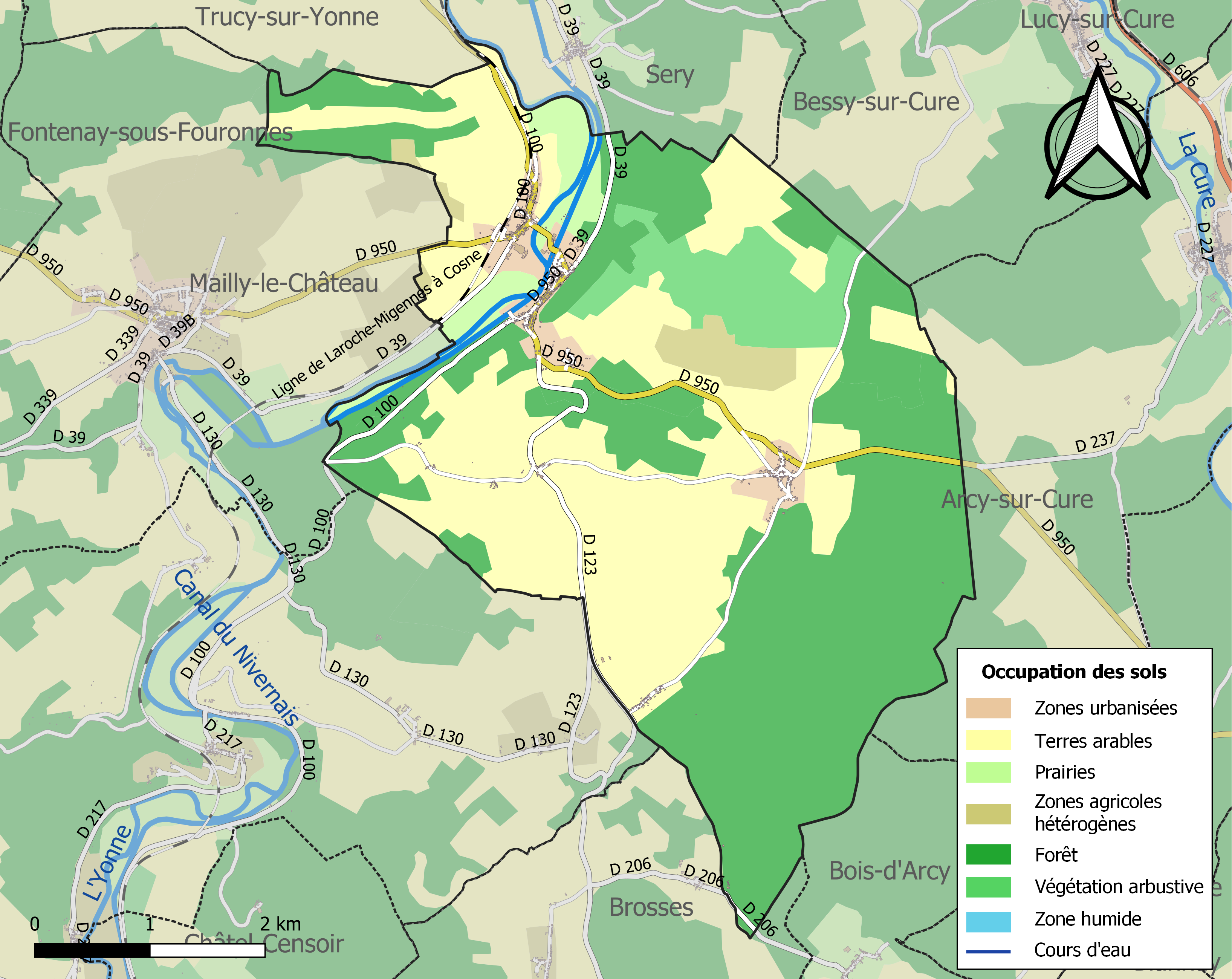
Carte des infrastructures et de l'occupation des sols de la commune en 2018 (CLC).

## Politique et administration

### Liste des maires
| Période   | Période   | Identité         | Étiquette | Qualité |
| --------- | --------- | ---------------- | --------- | ------- |
| mars 2001 | mars 2008 | Michel Engelmann | ex-UDF    |         |
| mars 2008 | En cours  | Jeannine Joublin |           |         |

## Population et société

### Démographie
L'évolution du nombre d'habitants est connue à travers les recensements de la population effectués dans la commune depuis 1793. Pour les communes de moins de 10 000 habitants, une enquête de recensement portant sur toute la population est réalisée tous les cinq ans, les populations de référence des années intermédiaires étant quant à elles estimées par interpolation ou extrapolation. Pour la commune, le premier recensement exhaustif entrant dans le cadre du nouveau dispositif a été réalisé en 2005.

En 2022, la commune comptait 494 habitants, en évolution de −3,7 % par rapport à 2016 (Yonne : −1,95 %, France hors Mayotte : +2,11 %).
| 1793 | 1800 | 1806 | 1821 | 1831 | 1836 | 1841 | 1846  | 1851  |
| ---- | ---- | ---- | ---- | ---- | ---- | ---- | ----- | ----- |
| 830  | 857  | 851  | 851  | 842  | 869  | 938  | 1 003 | 1 041 |

| 1856 | 1861  | 1866 | 1872  | 1876  | 1881  | 1886  | 1891  | 1896 |
| ---- | ----- | ---- | ----- | ----- | ----- | ----- | ----- | ---- |
| 999  | 1 007 | 960  | 1 026 | 1 008 | 1 013 | 1 026 | 1 007 | 965  |

| 1901 | 1906 | 1911 | 1921 | 1926 | 1931 | 1936 | 1946 | 1954 |
| ---- | ---- | ---- | ---- | ---- | ---- | ---- | ---- | ---- |
| 851  | 851  | 753  | 666  | 611  | 629  | 630  | 606  | 664  |

| 1962 | 1968 | 1975 | 1982 | 1990 | 1999 | 2005 | 2006 | 2010 |
| ---- | ---- | ---- | ---- | ---- | ---- | ---- | ---- | ---- |
| 663  | 728  | 649  | 609  | 612  | 582  | 611  | 612  | 558  |

| 2015 | 2020 | 2022 | - | - | - | - | - | - |
| ---- | ---- | ---- | - | - | - | - | - | - |
| 514  | 492  | 494  | - | - | - | - | - | - |

## Culture locale et patrimoine

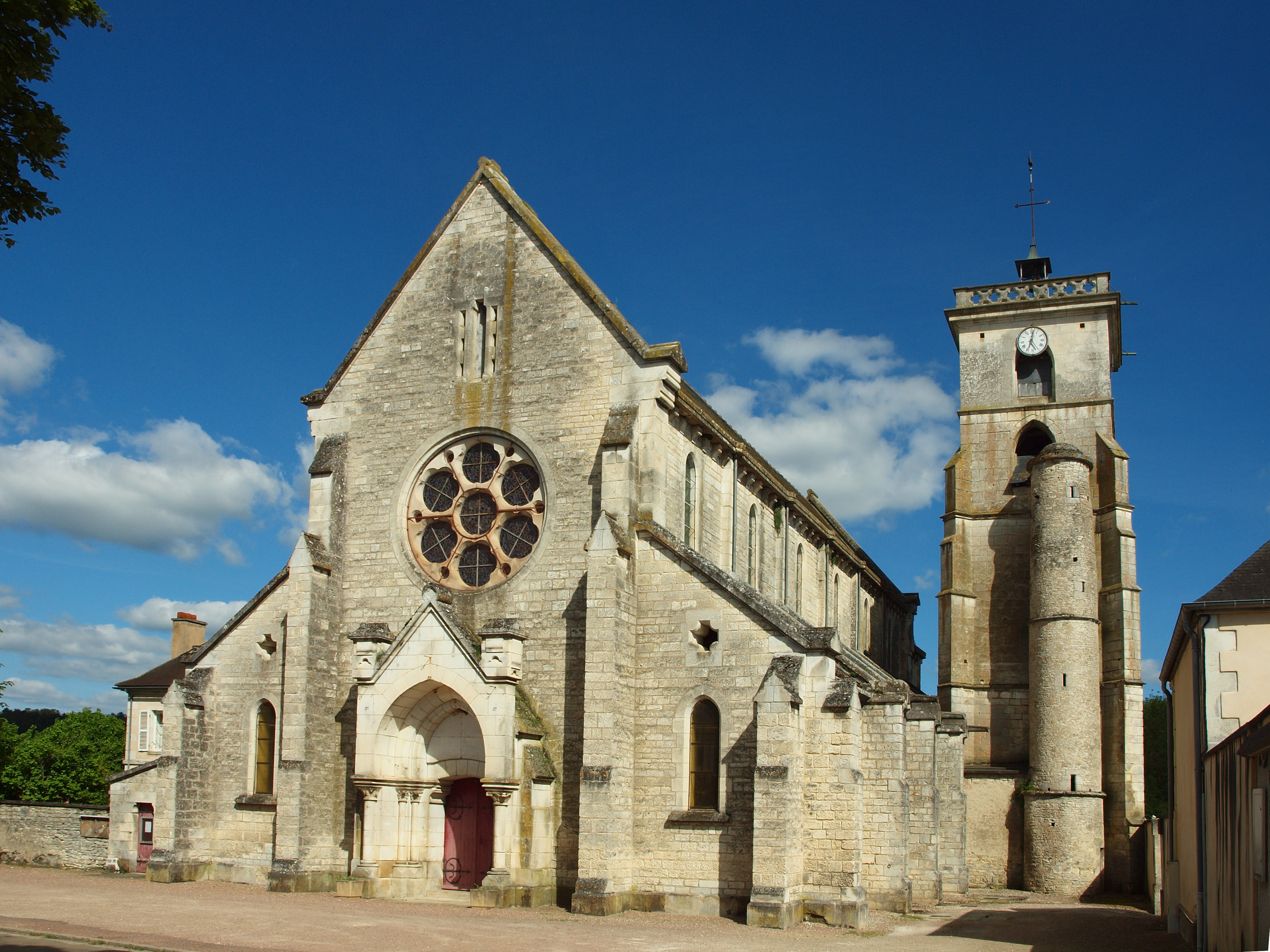
Façade de l'église Saint-Adrien.

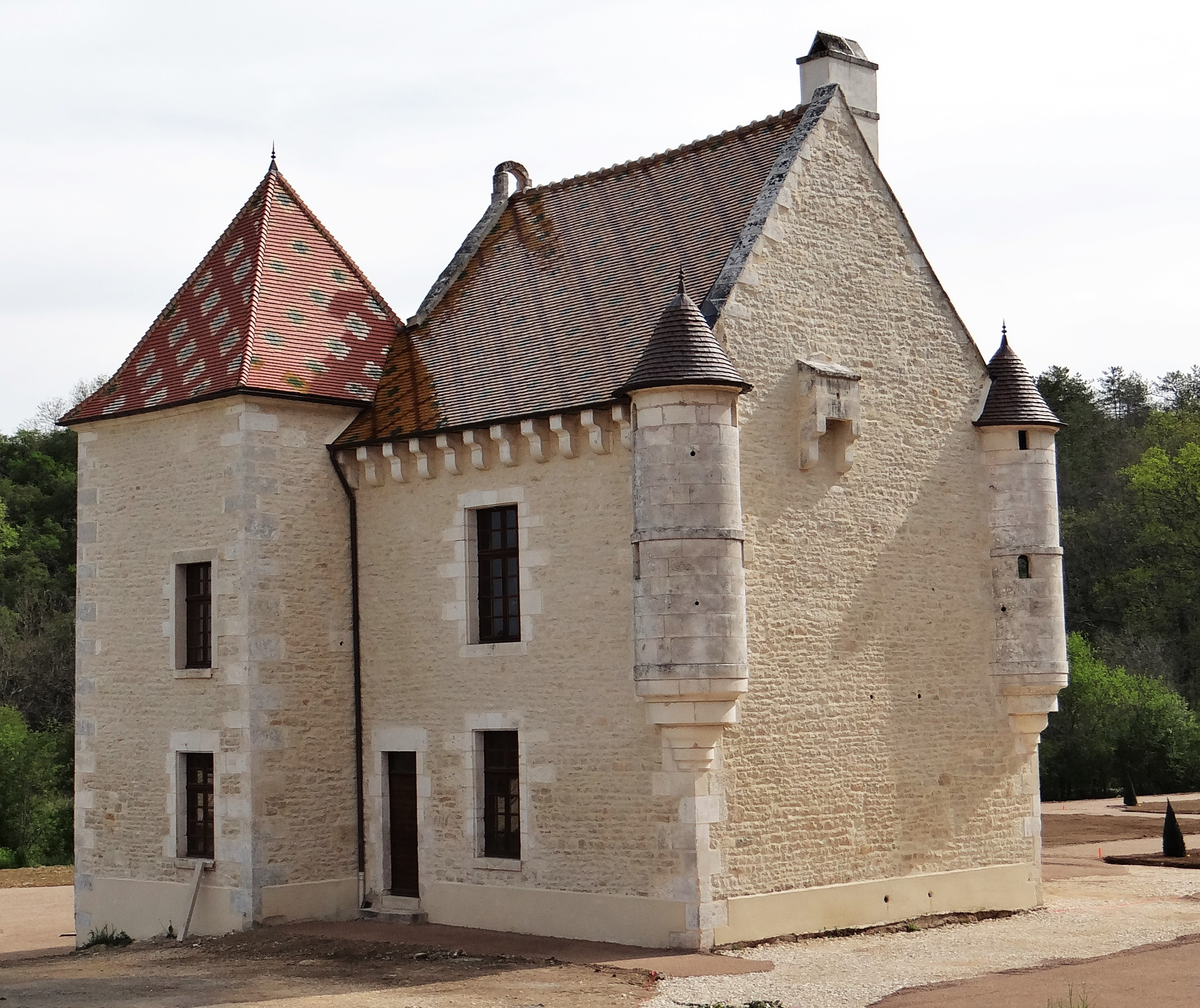
Manoir de la Cour les Mailly

### Lieux et monuments
- Église Saint-Adrien.
- Manoir de la Cour les Mailly.
- Gare de Mailly-la-Ville, ancien bâtiment PLM désaffecté et halte SNCF en service.

### Personnalités liées à la commune
- Né en 1840 à Mailly-la-Ville, mort en 1932 à Paris, l'ouvrier bronzier Zéphirin Camélinat occupe dans l'histoire sociale française une place symbolique due à son implication dans l'histoire du mouvement ouvrier et du socialisme pour toute la période allant du Second Empire jusqu'aux années 1930. La rue principale du village porte son nom. Le poète Serge Sautreau, né à Mailly-la-Ville le 16 octobre 1943, était son arrière-petit-fils.
- Le cycliste Sadi Leport est né à Mailly-la-Ville le 24 mars 1903.
- Roger Bossière (1922-2006), militant conseilliste puis syndicaliste révolutionnaire et libertaire est né à Mailly-la-Ville.
- Le kayakiste Cyrille Carré est originaire de Mailly-la-Ville. En effet, son père Jean tenait le club de kayak dans lequel le jeune sportif a commencé son apprentissage.